# Chrześniak (film)
Chrześniak – polski film obyczajowy z 1985 roku w reżyserii Henryka Bielskiego.

## Opis fabuły
Akcja filmu rozgrywa się w Grzybowie, w maju 1985. Główny bohater - Grzegorz Purowski jest dyrektorem PGR. Ma czterech ojców chrzestnych. Jeden z nich, Strzykalski, bez wiedzy Grzegorza, wynajmuje filmowcom starego opla, co oburza dyrektora PGR. Przebywając w mieście Grzegorz stara się namówić spotkanego lekarza, aby przyjął bez kolejki innego ojca chrzestnego - Blicharskiego, kierownika gorzelni w PGR. Do Chaładaja, trzeciego ojca chrzestnego, Purowski ma pretensje o zniknięcie portretu Joanny ze słupa. Czwarty zaś, Wacek, oznajmia bohaterowi, że dostał nominację na ambasadora w Azji i pragnie zabrać go ze sobą, na co Grzegorz nie wyraża jednak zgody.

## Obsada aktorska
- Maciej Góraj − Grzegorz Purowski
- Franciszek Pieczka − Strzykalski
- Gustaw Lutkiewicz − Antoni Blicharski
- Leon Niemczyk − ambasador Wacek
- Jerzy Michotek − Chaładaj
- Jacek Sobala − Lutek Purowski
- Emilia Krakowska − Zosia
- Bożena Dykiel − barmanka
- Jolanta Grusznic − matka Purowskiego
- Wiesława Mazurkiewicz − zakonnica Maria
- Wiesław Drzewicz − dyrektor
- Janusz Kłosiński − księgowy Kuś
- Andrzej Krasicki − ksiądz
- Zygmunt Malanowicz − sekretarz partii
- Jerzy Molga − lekarz
- Tomasz Zaliwski − komendant MO
- Leonard Andrzejewski − pracownik PGR
- Mieczysław Janowski − Dyja
- Zbigniew Korepta − Austriak z firmy polonijnej
- Piotr Krasicki − chłopak ze stajni
- Marzena Manteska − Grażyna
- Ludwik Pak − pracownik PGR
- Janusz Paluszkiewicz − pracownik PGR
- Roman Kosierkiewicz − pracownik PGR
- Paweł Unrug − pracownik PGR
- Andrzej Szaciłło − Austriak z firmy polonijnej
- Andrzej Żółkiewski − Austriak z firmy polonijnej
- Mariusz Leszczyński − mężczyzna przy pociągu repatriacyjnym
- Józef Pieracki − dyrektor szkoły

i inni.

## Lokacje
- Orneta, Pasłęk.